# 減六度

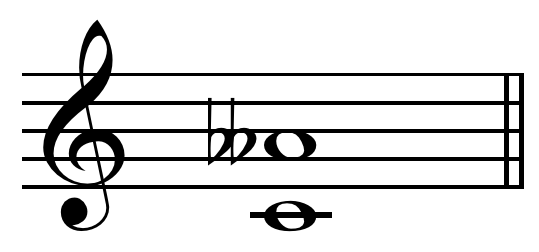
減六度（純正）。12平均律において、この音程は完全五度 と同一である。

西洋文化のクラシック音楽における減六度（げんろくど、 再生）は、短六度を半音分狭くすることで生み出される音程である。例えば、AからFの音程は半音8つ分の幅の短六度であり、A♯からFとAからF♭の音程はどちらも半音7つ分離れている減六度である。減じられているため、減六度は協和的な完全五度と等価な音程であるにもかかわらず、不協和音程と考えられる。
減六度の転回形は増三度であり、その異名同音は完全四度である。

## ウルフの五度
ひどく不協和な減六度が、ピタゴラス音律または中全音律を使って楽器を調律した時に観察される。典型的には、これはG♯とE♭との間の音程である。これが狼のうなりのようであり、また五度と異名同音であるはずなので、この音程はウルフの五度と呼ばれる。純正律の五度は完全一度（ユニゾン）と完全八度（オクターブ）の次に最も協和的な音程であることに注意。